# Operazione Underworld
L'operazione Underworld (in italiano "sotterraneo") fu il nome in codice della cooperazione del governo degli Stati Uniti d'America  con alcune figure del crimine organizzato, soprattutto "Cosa nostra statunitense", dal 1942 al 1945 per controllare le spie e i sabotatori nazisti nei porti lungo la costa nord est degli Stati Uniti, al fine di salvaguardare i trasporti con i rifornimenti in partenza per l'Inghilterra.

## Storia

### La battaglia dell'Atlantico e le perdite USA
Nei primi tre mesi dopo l'attacco a Pearl Harbor del 7 dicembre 1941, gli Stati Uniti persero 120 navi mercantili a causa degli U-Boot e degli incrociatori pesanti tedeschi durante la battaglia dell'Atlantico; durante il febbraio 1942 la nave da crociera SS Normandie - una nave francese catturata che era in rielaborazione per essere adattata al trasporto truppe nel porto di New York - fu presumibilmente sabotata e affondata da un incendio doloso nel porto di New York. Il boss mafioso Albert Anastasia reclamò la responsabilità del sabotaggio. Dopo la guerra, i registri nazisti dimostrarono che non esistevano operazioni di sabotaggio e da parte alleata non furono mai prodotte prove per dimostrare un sabotaggio segreto nel porto di New York. L'affondamento del Normandie fu quasi certamente un incidente.

### La collaborazione con "Cosa nostra" statunitense
Nondimeno, i timori per possibili sabotaggi o inconvenienti sulla tratta atlantica, indussero il comandante Charles R. Haffenden della marina degli Stati Uniti, Office of Naval Intelligence (ONI) del Terzo Distretto Navale a New York, a costituire un'unità speciale di sicurezza. Sfruttò l'aiuto di Joseph Lanza, che dirigeva il fulton fish market, per essere a conoscenza dell'area navale di New York, controllare i sindacati del lavoro, e identificare possibili operazioni di rifornimento dei sottomarini tedeschi con l'aiuto dell'industria peschiera lungo la costa atlantica. Per coprire l'attività di Lanza, suggerì di contattare Salvatore Lucania (Lucky Luciano) che era un importante boss delle cinque famiglie mafiose di New York. Luciano accettò di cooperare con le autorità nella speranza che venisse considerato un suo rilascio prima dei termini previsti.

### La scarcerazione di Lucky Lucuano
Al tempo Luciano era rinchiuso nel carcere di Dannemora, per scontare una pena dai 30 a 50 anni di reclusione per aver condotto un giro di prostituzione. Per la sua collaborazione, nel maggio 1942 fu tradotto nel carcere di Great Meadows, noto negli ambienti della malavita come il country club. Le azioni intraprese da Luciano nel fermare i sabotaggi restano tuttora incerte, ma le autorità notarono come i contatti dell'avvocato di Luciano Moses Polakoff tra le figure del mondo sotterraneo del porto influenzarono i lavoratori e i loro sindacati. Nel 1946 la sentenza di Luciano fu commutata – dopo aver scontato nove anni e mezzo – e venne mandato nella sua nativa Italia.